# NMB48学園
『NMB48学園』（エヌエムビーフォーティーエイトがくえん）は、2011年4月9日から2019年3月30日まで、朝日放送ラジオで放送されていたローカルラジオ番組。NMB48の冠番組。

## 概要
タイトルの通り学校をモチーフとした番組で、生徒役のNMB48メンバー2名と教師役のパーソナリティが授業形式で様々な課題（大喜利、クイズなど）に取り組む。
番組開始当初は「NMB48学園〜教えて千鳥先生〜」として千鳥が教師役を務めていた。
2012年4月7日からはタイトルを「NMB48学園〜こちらモンスターエンジン組〜」に変え、モンスターエンジンが教師役を務めた。

### レギュラーメンバー不在時の対応
レギュラー出演しているNMB48メンバーは、他の仕事やツアーへの出演等の理由で番組を欠席することがある。その際は基本的に他のNMB48メンバーが代打で出演し、4人で番組を収録する。ただし例外として2016年7月2日・7月9日の放送分では上西が番組を欠席したが、代役の生徒が不在で3人で収録をした。さらに2012年7月7日放送回ではレギュラーの山本・山田の2人とも欠席するという事態も起きている。また番組初期には本来の理由だけでなく、番組内での欠席の理由が付けられていた。
千鳥時代は代打出演は1週のみであったが、モンスターエンジンに変更後は2本撮りのため2週連続で代打出演するというケースが多くなっている。
また、先生役の千鳥ノブは、2011年6月18日放送分を体調不良で欠席。この放送回は山本が生徒から先生役に回り3人で収録した。モンスターエンジンは2人とも別々に欠席した回があり、生徒役の西森は2012年7月14日放送分に欠席。西森の代役は設けず3人で収録した。先生役の大林は2013年5月4日放送回で欠席。この回では千鳥ノブが欠席した回と同様に山本が生徒から先生役に回り、生徒として銀シャリ橋本直が番組に参加し4人で収録した。

### プロ野球中継延長時の対応
NMB48学園は通常1時間番組だが、プロ野球のシーズン中には野球中継延長の関係で、放送時間が30分に短縮されたり、番組自体が中止になることがある（特に、夏季開催時はほぼナイターで行われるため、その影響を受けやすい）。はじめて番組が30分に短縮されたのは放送2回目の2011年4月16日放送分、はじめて番組放送中止になったのは2011年9月3日放送予定分。番組が中止された場合、中止された放送予定分は後日放送などの措置は基本的にされないためそのままお蔵入りとなる
。

## NMB48学園〜教えて千鳥先生〜
生徒役のNMB48の2人と千鳥大悟（留年を重ねていて卒業できない設定）が教師役の千鳥ノブが進行の下で様々な課題に取り組む。
2012年3月24日放送分の最後において、ノブの転勤と留年し続けていた大悟の卒業（つまり千鳥が番組からの卒業）が発表された。千鳥の降板は、千鳥が大阪から本格的に東京進出をするため、スケジュールの調整が難しくなったからである。山本彩、山田菜々はこの事実を初めて知らされて号泣し、ほとんどしゃべれない状態になった。ただしNMB48学園自体は継続、新たにモンスターエンジンが出演することが発表された。2012年3月31日放送分を以て、千鳥が降板、またモンスターエンジンとの交代に伴い、番組名が『NMB48学園〜こちらモンスターエンジン組〜』に変更されることが発表された。

### 出演者

#### レギュラー
- 山本彩（当時NMB48）
- 山田菜々（当時NMB48）
- 千鳥（ノブ、大悟）
  - ノブは2011年6月18日放送回では体調不良により欠席。

#### 代打出演
- 渡辺美優紀（当時NMB48）（2011年5月14日[注 6]・7月9日[注 6]）
- 福本愛菜（当時NMB48）（2011年6月4日[注 7]）
- 木下春奈（当時NMB48）（2011年11月5日[注 7]）
- 門脇佳奈子（当時NMB48）（2011年12月24日[注 7]）

#### ゲスト
- 城恵理子（当時NMB48）（2011年10月15日[注 8][注 9]）
- 門脇佳奈子（当時NMB48）（2012年2月4日[注 9]）

## NMB48学園〜こちらモンスターエンジン組〜
2012年4月7日、放送開始。番組の内容自体は以前と変わりなく、ノブが務めていた教師役を大林が、大悟が務めていた留年を重ねている生徒役を西森がそのまま引き継いだ。
2013年9月21日放送分の冒頭において、山本の番組卒業が発表された。これは山本が東京での仕事が多くなり、スケジュール調整が難しくなったからとのこと。2013年9月28日の放送分を以て予定通り山本が番組卒業、2013年10月5日の放送分から上西恵が新入生として登場。
2015年3月28日の放送分を以て山田がNMB48卒業に伴い番組を卒業。この放送回には元レギュラーの山本もゲスト出演した。2015年4月4日の放送分から渋谷凪咲が新入生として登場。
2017年4月1日の放送分を以て上西がNMB48卒業に伴い番組を卒業。2017年4月8日の放送分から村瀬紗英が新入生として登場。なお過去の新入生（上西・渋谷）は放送初回までわからなかったが、村瀬は事前に新入生として加わることがニュースで発表されていた。
2019年3月30日を以て放送終了。

### 出演者

#### レギュラー
- 渋谷凪咲（NMB48）（2015年4月4日 - ）
- 村瀬紗英（NMB48）（2017年4月8日 - ）
- モンスターエンジン（西森洋一、大林健二）
  - 西森は2012年7月14日放送回で欠席。大林は2013年5月4日放送回で欠席。

#### 過去のレギュラー
- 山本彩（当時NMB48）（2012年4月7日 - 2013年9月28日・2015年3月28日[注 11]）
- 山田菜々（当時NMB48）（2012年4月7日 - 2015年3月28日）
- 上西恵（当時NMB48）（2013年10月5日 - 2017年4月1日）

#### 代打出演
- 木下春奈（当時NMB48）（2012年6月30日[注 7]）
- 小谷里歩（当時NMB48）（2012年7月7日[注 12]、2014年7月19・26日[注 6]）
- 門脇佳奈子（当時NMB48）（2012年7月7日[注 12]、2013年6月15日・22日[注 7]、2015年5月23日・30日[注 13]）
- 橋本直（銀シャリ）（2013年5月4日[注 14]）
- 岸野里香（当時NMB48）（2013年6月29日・2013年7月6日[注 7]、2014年9月13日[注 6]、2016年3月19日[注 15][注 16]・4月2日[注 16]）
- 吉田朱里（NMB48）（2014年3月29日・2014年4月5日[注 6]）
- 須藤凜々花（当時NMB48）（2016年1月30日・2月7日[注 13]）
- 川上礼奈（NMB48）（2017年2月25日[注 16]）
- 山尾梨奈（NMB48）（2018年3月31日[注 16]）
- 小嶋花梨（NMB48）（2019年2月2日・2019年2月9日[注 17]）

#### ゲスト
- 上枝恵美加（当時NMB48）（2012年5月12日）
- 河野早紀（当時NMB48）（2012年5月12日）
- 桑原征平（フリーアナウンサー）（2012年11月24日[注 18]、2017年6月17日[注 19]）
- 兵動大樹（矢野・兵動）（2017年6月17日[注 19]）
- ダイアン（2017年6月17日[注 19]）
- 道上洋三（朝日放送アナウンサー）（2017年6月17日[注 19]）
- 森脇健児（2017年6月17日[注 19]）

## 放送回差し違え
2016年3月19日放送分は、本来、3月26日に放送予定の回であったことが、2016年3月26日放送分の冒頭で説明があった。ABCラジオ側によると、「スタッフの手違いで、3月19日の放送時に3月26日放送予定分が放送された」と説明している。3月26日の放送では、本来、3月19日に放送予定であった回が放送された。謝罪文は、当番組のホームページにも記載されている。